# Орлич, Владимир
Владимир Орлич (серб. Владимир Орлић / Vladimir Orlić; род. 15 апреля 1983, Белград) — сербский политик. Председатель Народной скупщины Сербии (2022—2024). Вице-президент Сербской прогрессивной партии (с 2021 года).

## Ранняя жизнь и карьера
Родился в Белграде. В 2007 году окончил школу электротехники Белградского университета. В 2012 году получил степень доктора философии. Инженер-электрик. 
Занимался исследованиями и разработками в Imtel. С 2012 года работал в Научно-исследовательском институте Vlatacom. Опубликовал более семидесяти научных работ.
Является членом ассоциации поэтов города Чукарица.
Подпоручик запаса ВС Сербии.
Орлич был избран председателем народной скупщины Сербии 2 августа 2022 года, сменив Ивицу Дачича. Срок его полномочий истёк 6 февраля 2024 года, когда начался 14-й созыв. Исполняющим обязанности спикера стал Стоян Раденович, избранный по списку SNS.
В июне 2024 года был назначен главой Агентства безопасности и информирования